# 福塞和巴莱萨克
福塞和巴莱萨克（法語：Fossès-et-Baleyssac）是法国吉伦特省的一个市镇，属于朗贡区（Langon）拉雷奥尔县（La Réole）。该市镇总面积9.4平方公里，2009年时的人口为188人。

## 人口
福塞和巴莱萨克人口变化图示